# Taichí

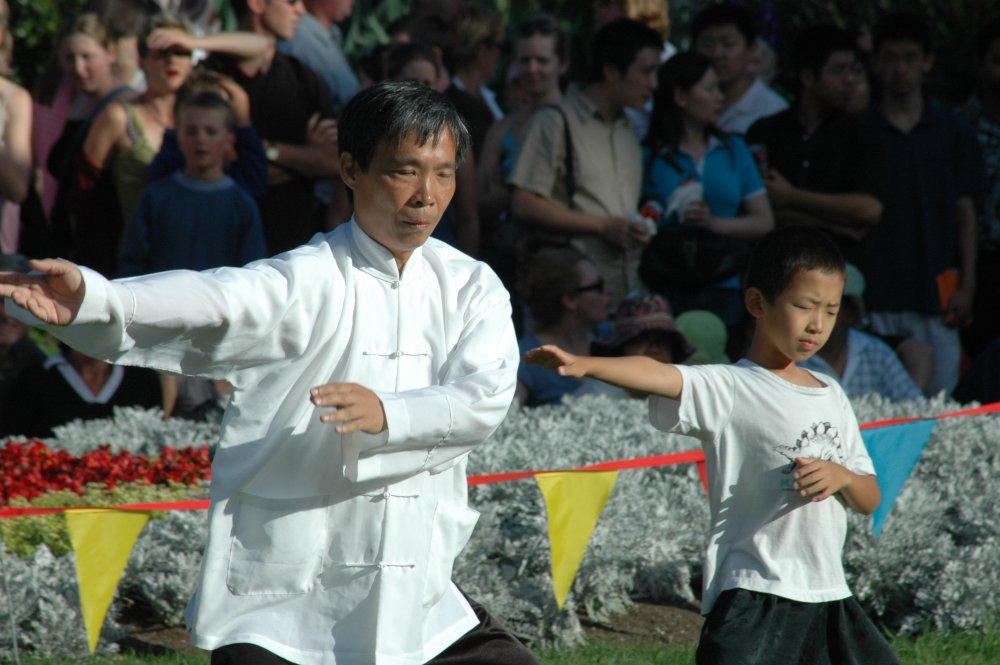
El taichí es un deporte popular en la República Popular China

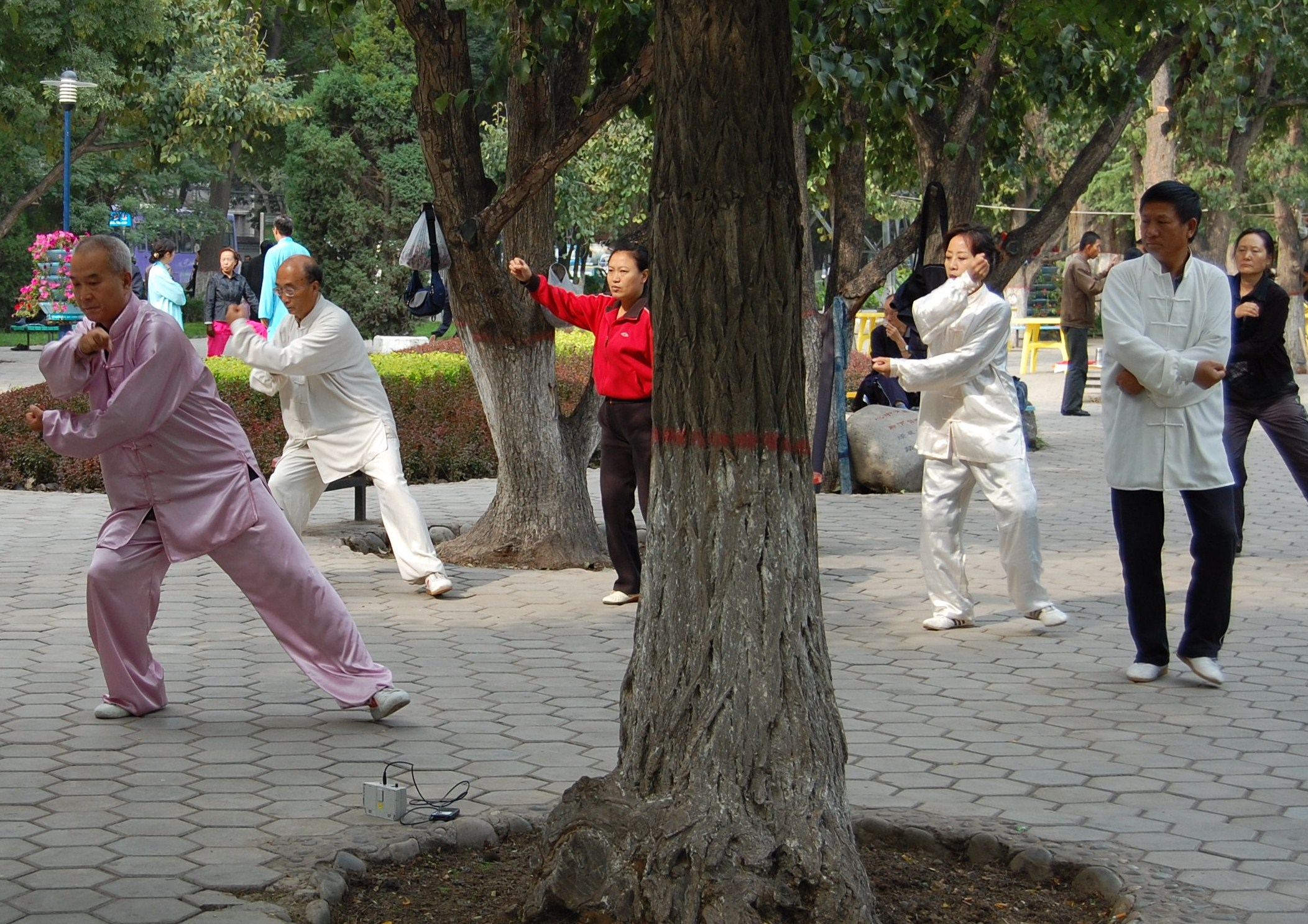
Práctica del deporte en Lanzhou

El taichí, taichi o taichí chuan (en chino, 太極拳; en pinyin, tàijí quán; literalmente 'supremo puño definitivo' o 'sublime último puño') es un arte marcial desarrollado en China, practicado en la actualidad por millones de personas en el mundo entero.
En la República Popular China el taichí es una actividad muy popular. En los parques de las ciudades se puede observar por las mañanas a miles de personas ejercitando sus movimientos lentos y fluidos.
Primordialmente, el taichí chuan es un arte marcial interno (en chino, 內家拳; pinyin, nèijiāquán) para la lucha cuerpo a cuerpo, ya sea armada o desarmada. En tiempos más recientes se lo considera cada vez más como una práctica físico-espiritual para mejorar la calidad de vida y lograr llegar a la paz interior. 
Por una parte sería muy provechosa para la salud, mientras que por otra constituye una técnica de meditación (meditación en movimiento).
El 17 de diciembre de 2020 la UNESCO incluyó la práctica del taichí chuan, de forma oficial, en el listado de Patrimonio Cultural Inmaterial de la Humanidad.

## Práctica
Hoy en día varios millones de personas en todo el mundo practican el  taichí chuan. Cada una de ellas pone un acento diverso en los diferentes aspectos de este arte. La mayoría lo practica principalmente por razones de salud, como ejercicio de relajación o para fines de meditación. Especialmente en China y particularmente entre los más jóvenes se ha difundido el  taichí chuan como deporte de competición. Solo una pequeña parte de los adeptos lo practica principalmente como arte marcial para fines de autodefensa o como estilo de vida.
No existen confederaciones internacionales y nacionales reconocidas, como sí ocurre con muchos otros deportes y/o artes marciales: hay numerosos estilos y variantes diferentes y no existe una organización internacional que abarque a los maestros, instructores y practicantes de todos los estilos. Existen, sin embargo, algunas organizaciones nacionales con representación de varios estilos en algunos países, así como organizaciones internacionales de determinados estilos, por lo que tampoco existe un sistema internacional único para la preparación y evaluación de instructores.
A diferencia de otros deportes de combate, no existe un sistema de grados estandarizado, y no todas las escuelas establecen un sistema de cinturones, como lo son por ejemplo los de colores en karate o judo. Tampoco existe una vestimenta estandarizada para los practicantes, aunque es usual llevar zapatos de suela plana y delgada, así como ropa liviana y cómoda.

### Bases
En los diferentes estilos y escuelas se practican diferentes ejercicios básicos tales como movimientos individuales, ejercicios de postura y de respiración, así como de meditación. Estos sirven al aprendizaje de los principios del taichí chuan, para soltar las articulaciones, relajar el cuerpo entero y modificar poco a poco la postura con el fin de evitar sobrecargas inconvenientes de las articulaciones. Para ello con frecuencia se utilizan ejercicios de los sistemas del chikung.

### Formas

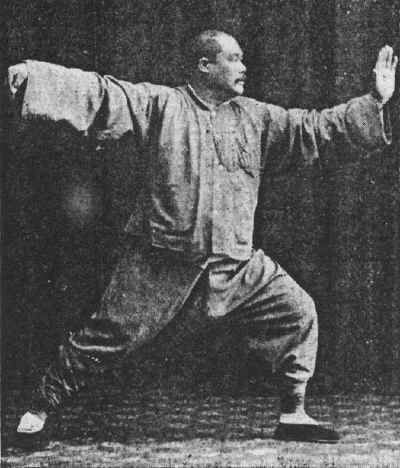
El MaestroYáng Chéngfǔ (Yang Ch'eng-fu (楊澄甫), 1883–1936) hace una demostración del cuadro «látigo simple» (單鞭 (dān biān)), un cuadro típico del tai chi chuan (foto aprox. 1925).

Lo esencial del ejercicio está representado por una o varias así llamadas formas (en chino, 套路; pinyin, taolu), consistentes en secuencias de movimientos claramente determinadas que se siguen unas a otras de modo que constituyen una secuencia fluida. Las formas básicas son prácticas individuales en las que cada practicante realiza los movimientos para sí mismo. Las formas representan aquí con frecuencia la lucha contra un adversario imaginario, de donde proviene la denominación «shadowboxing» (boxeo contra la sombra) chino, que ha caído en desuso y raramente se utiliza. La forma se ejercita predominantemente de manera grupal y sincrónica. También en las clases el maestro y los alumnos realizan la forma simultáneamente.
Una forma se compone de varios «cuadros», «pasos» o «figuras» (las técnicas o movimientos individuales) cuya secuencia está predefinida. Estas técnicas tienen distintos nombres que remarcan la aplicación marcial del movimiento (por ejemplo «patada de talón derecho» en chino, 右蹬脚), que describen el carácter del movimiento (por ejemplo «látigo simple» (en chino, 单鞭; pinyin, dān biān)) o que tienen una lectura poética (por ejemplo «La grulla blanca extiende sus alas» (en chino, 百鹤亮翅) o «separar la melena del caballo salvaje» (en chino, 野马分鬃)). Dado que los diferentes signos de escritura china tienen más significados adicionales, los nombres poseen con frecuencia para los conocedores de la escritura china un significado más profundo que lo que su traducción puede expresar.
Muchas formas se denominan según la cantidad de posturas o movimientos, así por ejemplo la «Forma de 24 movimientos» («Forma Pekín») o la «Forma de 37 movimientos» («Forma abreviada según Zheng Manqing» (en chino, 鄭曼青; Wade-Giles, Cheng Man-ch’ing, 1899–1974)). Las formas más extensas tienen más de cien técnicas (por ejemplo la «Forma larga del estilo Yang» según Yang Chengfu, con sus 108 posiciones). La ejecución de una forma puede tomar desde pocos minutos hasta una hora y media, según la cantidad de movimientos de la forma y la velocidad de su ejecución. A pesar de que las formas del taichí chuan por lo general se realizan de manera lenta y calmada, existen grandes diferencias en dependencia del estilo, la forma y la experiencia del practicante.

### Ejercicios y formas entre dos personas

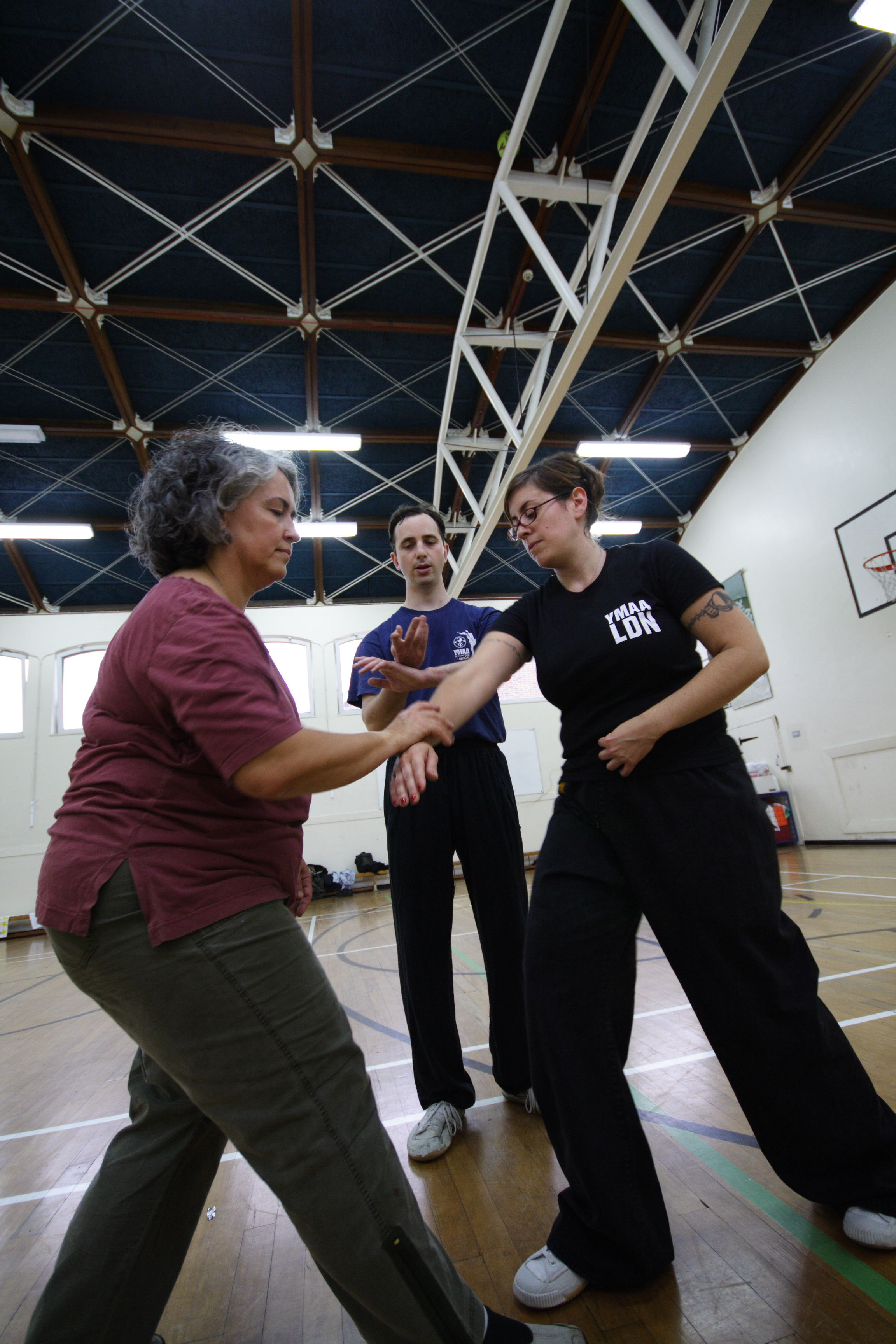
Supervisados por su instructor, dos alumnos practican el Tuishou, uno de los ejercicios básicos entre dos personas.

Aparte del entrenamiento en formas individuales se realizan ejercicios o formas completas entre dos personas, que pueden considerarse formas previas a la lucha propiamente. En estas prácticas el alumno normalmente se enfrenta por primera vez a la aplicación del taichí chuan en la lucha. Para poder practicar determinadas aplicaciones, como por ejemplo técnicas de palanca, sin grandes riesgos de lesión, se requiere cierta soltura y un buen sentido corporal. Es por ello que estos ejercicios normalmente se reservan para alumnos avanzados.
El ejercicio más conocido entre dos personas es probablemente el Tuishou (en chino, 推手; pinyin, tuī shǒu, en inglés Pushing hands), en el que ambos practicantes se enfrentan tocándose en sus brazos o manos. En un ciclo continuo, uno de ellos ejerce presión sobre los brazos del otro, que trata de ceder a esa presión y de neutralizarla, para pasar él mismo a continuación a ejercer presión. En una forma más libre del Tuishou, el objetivo consiste en obligar al adversario a abandonar su postura, manteniendo al mismo tiempo la propia. En esta forma, incluso se realizan competiciones.
Dependiendo del estilo de taichí chuan, existen otros ejercicios entre dos personas (p. ej. Dalü), que ejercitan desde las bases simples hasta las secuencias más libres del taichí chuan en aplicación, autodefensa y competición.
Las formas entre dos personas son secuencias más o menos prolongadas, en las que los participantes desarrollan un combate imaginario, con coreografía precisa. En estas formas se pone en evidencia la aplicación del taichí chuan como arte marcial.

### Formas con armas

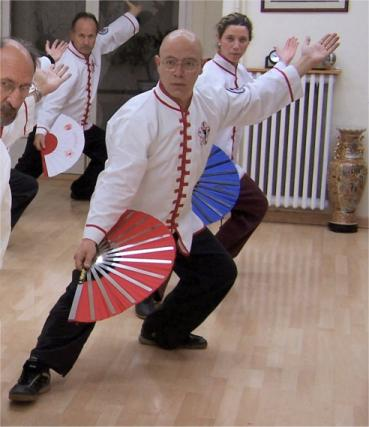
Un cuadro de una forma de abanico del Tai chi chuan.

Las formas más comunes son sin armas, sin embargo existen también numerosas formas armadas o con utilización de artefactos. Tradicionalmente se enseña solo a alumnos avanzados las formas armadas. las armas del taichí chuan son:
- la espada china para una mano, recta, de doble filo con mandoble ovalado (Jian).
- el palo largo para impactar al enemigo desde un ángulo aceptable (Gun).
- el sable chino (Dao).
- el abanico (el cual originariamente era metálico y con filo, razón por la cual también entra dentro del grupo de las armas).
- la lanza (Qian).
- la alabarda (Guan Dao)

### Entrenamiento de combate y competiciones
El entrenamiento de combate, en el que se ejercita la aplicación al duelo, raramente se enseña. Las competiciones de taichí chuan se atienen casi siempre a la ejecución de formas, con jueces que puntúan las ejecuciones. A veces también se realizan competiciones en las que los practicantes pueden enfrentarse en Tuishou, aunque en estas actividades normalmente no se establece un ranking. Con la excepción de muy pocos casos, no se realizan duelos.

## Principios
El principio fundamental del taichí chuan es la suavidad: el practicante debe moverse de manera natural, relajada, suelta y fluida. Al ejercitar el taichí chuan no hay ejercicios de fuerza, rapidez o endurecimiento, como las pruebas de rompimiento (tameshiwari) usuales en diversos deportes de combate. Por el contrario, se exige que los movimientos se efectúen con un mínimo de fuerza. A diferencia de muchas otras artes marciales, el taichí chuan se ejercita de manera lenta, para poder aplicar las técnicas de la manera más correcta posible. Algunos estilos o formas del taichí chuan se practican de manera más rápida (en especial las formas con armas), o bien incluyen determinados movimientos aislados muy rápidos y explosivos.
En la lucha, el combatiente de taichí chuan trata de «adherirse» al adversario, es decir, mantener siempre el contacto con él. En lugar de reaccionar a determinados ataques del adversario con ciertas técnicas de contraataque, el cuerpo debe reaccionar de manera espontánea y natural, no oponiendo resistencia a los ataques, sino utilizando la propia fuerza del adversario y dirigiéndola en su contra.

### Relajación corporal, respiración y concentración
Al ejercitar, el cuerpo debe estar «relajado». Eso no significa que todos los músculos del cuerpo deban estar «adormecidos» (como ocurre por ejemplo durante el sueño REM), sino que solo aquellos músculos que realmente se necesitan para un determinado movimiento o postura se tensan, mientras que el resto de los músculos muestran un tono muscular distendido. Es decir, es una relajación que consiste en la expresión de la así llamada fuerza Yin para los movimientos orientados a un fin, que se coordinan de manera conjunta en el cuerpo y que no están supeditados a ningún tipo de tensiones inhibitorias.
La respiración debe ser profunda, relajada y fluir de manera natural. A través de que se procura una respiración abdominal, la frecuencia respiratoria es notoriamente más baja que en la respiración torácica usualmente empleada. En tanto que los principiantes en la mayoría de los casos deben aprender primero a dejar fluir libremente la respiración o adaptarla a los movimientos, el ritmo respiratorio de los practicantes avanzados se ajusta de manera natural al movimiento. Sin embargo, los diferentes estilos de taichí chuan manejan de manera distinta el aspecto de la respiración, de modo que no es posible hacer afirmaciones generales al respecto.
Los movimientos del taichí chuan deben ser conscientes y atentos. En esto no se anima, sin embargo, a la concentración exclusiva en los procesos en el cuerpo del practicante, sino que debe distribuirse de manera pareja entre la percepción de los movimientos propios y los del entorno.

### Las diez reglas fundamentales
Los siguientes «diez principios fundamentales» de Yang Cheng Fu resumen la postura corporal y espiritual ideal de un practicante. En los diversos estilos existe además una variedad de principios adicionales.
1. Erguir la cabeza de manera relajada.
2. Mantener el pecho atrás y enderezar la espalda.
3. Soltar la región lumbar, la cintura.
4. Separar lo vacío y lo lleno (distribuir el peso correctamente).
5. Dejar colgar los hombros y los codos.
6. Aplicar el Yi (en chino, 意; pinyin, yì) y no la fuerza física (en chino, 力; pinyin, lì).
7. La coordinación de lo de arriba con lo de abajo.
8. La armonía entre el interior y el exterior.
9. El flujo ininterrumpido (que el movimiento fluya).
10. Mantenerse quieto en el movimiento.

### Qi(ch’iochi)
Por su estrecha relación con el taoísmo filosófico, el taichí chuan, como todas las artes marciales internos, le asigna gran significación al concepto del chi (en chino tradicional, 氣; pinyin, qì; Wade-Giles, ch’i). En los movimientos se debe permitir que el chi fluya, relajando en lo posible los músculos y las articulaciones y realizándolos de manera suelta y fluida. A través de los ejercicios, se debe «aumentar el chi en el cuerpo» y el practicante debe llegar a estar en condiciones de percibir y finalmente controlar el poder chi. Muchos practicantes describen la sensación que surge al hacerlo como una especie de flujo energético, que se puede hacer circular en el cuerpo y enviar a determinadas partes de este. Esto se sostiene que por una parte sirve a la salud y al control corporal, y por otra sería aplicable en combate.
En Occidente a veces se discute acerca de la naturaleza del chi, si acaso se trata de una especie de materia sutil, o bien de un concepto útil que ayuda a desarrollar el tipo de movimientos y la eficiencia biomecánica requeridos para el taichí chuan. Para la aplicación del concepto en taichí chuan es irrelevante la opinión o creencia del practicante al respecto.

## Medicina china tradicional y beneficios para la salud
En la medicina china tradicional los ejercicios de movimiento juegan un rol central, teniendo por objetivo aumentar el chi y hacer permeables los meridianos para el mismo. Entre ellos se cuentan los diversos sistemas del Chi Kung, pero también el taichí chuan y las demás artes marciales internas. Los ejercicios se emplean principalmente en forma preventiva, para el mantenimiento general de la salud espiritual y física del ser humano, más que como tratamiento para determinadas enfermedades o dolencias. Sin embargo, los efectos positivos del ejercicio sobre la salud se conciben de manera esencialmente más amplia que por ejemplo los efectos de la actividad deportiva en la medicina occidental.
Las investigaciones clínicas realizadas en los marcos de la medicina occidental han evidenciado que la práctica regular del taichí chuan tiene diversos efectos positivos sobre variados aspectos de la salud física y psíquica, como por ejemplo el sistema circulatorio, el sistema inmunitario, la percepción del dolor, el equilibrio y en general sobre el control corporal, la movilidad y la fuerza. Incluso, se han observado beneficios de esta práctica en la prevención y tratamiento de accidentes cerebrovasculares.

## Transcripción, significado y traducción
En la transcripción Pinyin, hoy en día de uso generalizado, el nombre de este arte marcial se transcribe como Taijiquan. Otras transcripciones frecuentes como T’ai chi ch’uan o T’ai chi ch’üan se basan en el sistema Wade-Giles, más antiguo y hoy día en desuso, que sin embargo aún sigue empleándose en el contexto de las artes marciales.

El símbolo taiji (太極圖 (Tàijítú)), que representa las fuerzas polares yin y yang, se utiliza a menudo en relación con el taichí chuan.

El Taiji (en chino tradicional, 太極; pinyin, Tàijí) es en el taoísmo un sinónimo del principio generador supremo, difícil de traducir, ya que no existe el concepto análogo en los idiomas occidentales. Suele representarse por medio del símbolo que se reproduce aquí, que intenta expresar el interjuego armónico de las fuerzas duales yin y yang. Este símbolo se emplea con frecuencia en relación con el taichí chuan, entre otras cosas en avisaje. En los movimientos del taichí chuan, este dualismo del yin y el yang juega un rol importante, que se refleja por ejemplo en las diez reglas básicas reproducidas más arriba («Mantener separado lo vacío y lo lleno», «La coordinación del arriba y el abajo» y «La armonía entre interior y exterior»). Quan (en chino, 拳; pinyin, Quán) significa ‘puño’; en el contexto de las técnicas de combate se utiliza cuando se lucha a mano desnuda, es decir sin armas. Una traducción del sentido del taichí chuan sería, por tanto, ‘luchar de acuerdo con el principio supremo’.
El nombre taichí chuan para designar al arte marcial se originó probablemente entre 1853 y 1880 entre los adherentes del estilo Wu/Hao y se utiliza en todos los estilos desde principios del siglo XX. Previamente habían existido diversas otras denominaciones para este arte marcial.
En varios idiomas occidentales, el taichí chuan con frecuencia se denomina tai chi en forma abreviada. En sentido estricto esta denominación es engañosa, ya que, como fue mencionado anteriormente, taichi (taiji) tiene en chino un significado propio totalmente diferente. Dado que en algunos países el aspecto de arte marcial del taichí chuan, representado por la palabra quán (en chino, 拳), a veces pasa totalmente a segundo plano, la denominación abreviada en parte se utiliza a plena conciencia. Cabe aclarar, que en el español, es desaconsejable la grafía en dos palabras, prefiriéndose las grafías taichí y taichi.
Ocasionalmente aparece la escritura Thai chi, que no corresponde a ninguna transcripción usual y probablemente no constituya más que un error ortográfico, aunque la transliteración al español parece ser correcta como «taichí», nombre con el que es popularmente conocido. El taichí chuan no tiene relación alguna con el muay thai.

## Leyendas e historia
Los datos referidos a la historia del desarrollo del taichí chuan son en parte muy contradictorios. La mayoría de los que hoy practican el taichí chuan se refieren a la existencia de antecesores o raíces del siglo XV o más tempranamente. Por lo demás, los antecedentes y raíces habrían sido transmitidos solamente dentro de un círculo estrecho de personas, un monasterio o una familia. Correspondientemente, con frecuencia escapan a la historiografía oficial.

### Zhang Sanfeng, los montes Wudang y la relación con el taoísmo
En las artes marciales de China, el taichí chuan se cuenta entre las artes marciales internas (chin. Neijia), relacionándose con los principios del Taoísmo. Como fundador legendario de las artes marciales internas, y por tanto también del taichi chuan, suele considerarse al monje taoísta e inmortal Zhang Sanfeng, que según se afirma vivió entre los siglos X y XIV. Sin embargo su existencia histórica no ha sido comprobada. Según la leyenda, descubrió los principios de las artes marciales internas en los montes Wudang, después de haber observado la lucha entre una serpiente y una grulla blanca o garza. Concretamente, vio cómo la serpiente, con agilidad y destreza para ceder ante los ataques de la grulla, consiguió salir ilesa. Por esta razón, varios de los movimientos del taichi chuan se asemejan a los de estos dos animales.
La ciencia histórica no conoce documentos de la época en que por primera vez se fijó por escrito la leyenda de Zhang Sanfeng, en los que se sugiera una relación entre Zhang Sanfeng y las artes marciales o que lleguen a mencionarlo como inventor de un arte marcial particular. Algunos de los textos de los llamados «clásicos» del taichi chuan llevan nombres de autores que sugieren la existencia de tal relación. Sin embargo no se ha establecido con seguridad cuándo fueron escritos esos textos y si acaso los nombres de los supuestos autores no fueron agregados con posterioridad. Eso pudo haberse hecho, por un lado, para darle un mayor peso a los textos, y por otra parte para cumplir con la virtud confuciana de la modestia, o bien simplemente solo para subrayar la relación con los montes Wudang.
Muy ocasionalmente hay adeptos del taichi chuan que citan raíces aún más antiguas, que según se afirma se remontarían a la dinastía Liang (502–557).

Aunque se trata de una afirmación históricamente cuestionada, los monjes taoístas y representantes de las artes marciales contemporáneas en los montes Wudang sostienen que las artes marciales internas (y con ellas también el taichi chuan) se han conservado, desarrollado y hecho tradición desde los tiempos de Zhang Sanfeng en los monasterios taoístas de los montes Wudang. Se agrega que hasta hace poco rara vez habrían sido transmitidos a extraños. Así, en el siglo XVII, el monje viajero del Wudang, Wang Zongyue (en chino, 王宗岳), habría enseñado su arte marcial en la aldea de Chenjiagou después de que se lo hubieran solicitado, produciéndose así la fundación del estilo Chen (ver más abajo).
El estilo de taichi chuan que se práctica en los montes Wudang como parte de las artes marciales internas y que en el intertanto se enseña a un público más amplio, se diferencia notablemente de los demás estilos y a veces se denomina estilo Wudang del taichi chuan, que no debe confundirse con el Wudang Taichi Chuan, desarrollado a mediados del siglo XX por Cheng Tin-hung en Hong Kong.

### Origen de los5 estilos familiares
Existen datos confiables sobre la historia del taichi chuan hasta aproximadamente mediados del siglo XVI. En esa época, el general Qi Jiguang (en chino tradicional, 戚繼光; pinyin, Qī Jìguāng, 1528−1588) desarrolló un nuevo estilo de artes marciales basándose en los 32 estilos conocidos por él. Si bien es cierto que en él no se menciona el taichi chuan, el libro contiene numerosas técnicas que aún hoy son parte del estilo Chen del taichi chuan.

A mediados del siglo XVII en la aldea de Chenjiagou (en chino, 陳家溝) apareció un nuevo estilo de boxeo. De acuerdo a la tradición de la familia Chen, este estilo fue desarrollado por el general Chen Wangting (en chino, 陈王庭, 1600−1680) sobre la base de sus conocimientos de las artes marciales de la época. No hay datos seguros para determinar el rol desempeñado por el monje del Wudang, Wang Zongyue (en chino, 王宗岳), en la creación del taichi chuan, o si acaso este monje siquiera existió.
Lo cierto es que desde esa época el estilo primeramente fue desarrollado y transmitido como secreto familiar de la familia Chen. En la primera mitad del siglo XIX, el taichi chuan de la familia Chen fue transmitido por primera vez a un extraño. Chen Changxing (en chino, 陳長興; pinyin, Chén Chángxīng, 1771-1853) aceptó a Yang Luchan (en chino tradicional, 楊露禪; Wade-Giles, Yang Lu-ch’an, 1799-1872) como alumno en el círculo interno de la familia. Yang Luchan desarrolló ulteriormente lo aprendido, transformándose así en el fundador del Estilo Yang. Algo más tarde Chen Qingping (en chino, 陳清苹; Wade-Giles, Ch’en Ch’ing-p’ing, 1795-1868) también fuera de la familia, le enseñó a Wu Yuxiang (en chino, 武禹襄, 1812-1880), fundador del Estilo Wu/Hao.
Así, en la segunda mitad del siglo XIX se echaron las bases para los así llamados cinco estilos familiares, cada uno de los cuales fue desarrollado, transmitido y conservado dentro de una familia determinada. El maestro hacía la transmisión completa de su estilo solamente a sus hijos, de manera que el máximo representante de un estilo de taichi chuan era al mismo tiempo el jefe de la familia. Entre las diferentes familias se dio un intercambio intenso, particularmente en tiempos de la fundación. Los cinco estilos familiares son:
- Estilo Chen (en chino, 陳氏) en la «pequeña estructura» (en chino, 小架; pinyin, Xiaojia) o en la «gran estructura» (Dajia) (mediados del siglo XVII). Desde alrededor de 1976 dentro de la «gran estructura» se distingue adicionalmente entre la «vieja estructura» (en chino, 大老架; pinyin: Dalǎojia) y la «nueva estructura» (en chino, 新架; pinyin, xinjia).[28]

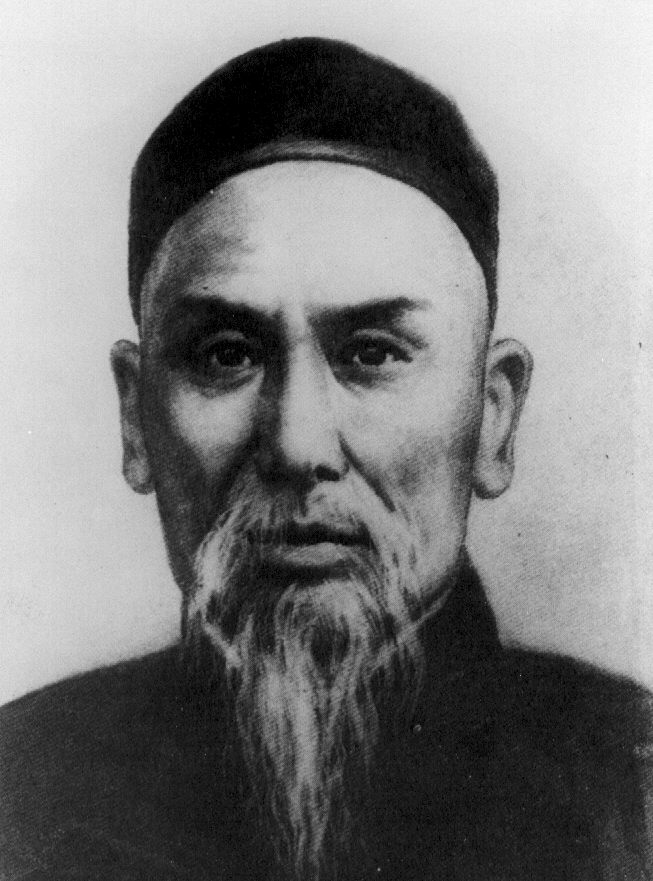
Yang Luchan, creador del estilo Yang.

- Yang Luchan, creador del estilo Yang.Estilo Yang (en chino, 楊氏; pinyin, yángshì) de acuerdo a Yang Luchan; en la «gran estructura» de acuerdo a Yang Chengfu (en chino tradicional, 楊澄甫; pinyin, Yáng Chéngfǔ; Wade-Giles, Yang Ch’eng-fu, 1883–1936) o en la «pequeña estructura» según Yang Banhou (en chino tradicional, 楊班侯; pinyin, Yáng Bānhóu; Wade-Giles, Yang Pan-hou) 1837–1892). Actualmente, este estilo es difundido en su forma tradicional a nivel internacional por la Asociación Internacional de Taichichuan del Estilo Yang (YFTCCA), creada en 1998 por los Maestros Yang Zhenduo y Yang Jun en Estados Unidos.[29]
- Estilo Wu/Hao (en chino, 武(/郝)氏; pinyin, wǔ(/hǎo)shì) de acuerdo a Wu Yuxiang (en chino, 武禹襄; Wade-Giles, Wu Yu-hsiang, 1812–1880).
- Estilo Wu (en chino, 吳氏; pinyin, wúshì) de acuerdo a Wu Quanyou (en chino tradicional, 吳全佑; pinyin, Wú Quányòu; Wade-Giles, Wu Ch’uan-yu, 1834–1902) y su hijo Wu Jianquan (en chino tradicional, 吳鑑泉; pinyin, Wú Jiànquán; Wade-Giles, Wu Chien-ch’üan, 1870–1942).
- Estilo Sun (en chino, 孫氏) según Sun Lutang (en chino, 孫祿堂; pinyin, Sūn Lùtáng; Wade-Giles, Sun Lu-t’ang, 1861–1932).

Cabe hacer notar que el «Wu» de «Wu Yuxiang» es un signo diferente al de «Wu Jianquan» – por tanto se trata de familias distintas. Como el taichi chuan ahora ya no solo se transmite en el seno de la familia, hoy en día ya no se puede determinar el estilo de un maestro sobre la base de su apellido.

### El taichí chuan en la República Popular China
En la República Popular China se resumieron en 1956, por parte de las autoridades oficiales, las distintas artes marciales chinas bajo el concepto de Wushu moderno entre ellas también el taichi chuan. Se introdujo la Forma Pekín, una forma de 24 cuadros basada en el estilo Yang, la que fue elevada a la categoría de taichi chuan «oficial», es decir, que podía ser utilizada en competiciones. Las formas tradicionales fueron reprimidas y solo podían continuar difundiéndose en círculos privados.
Sobre la base de la Forma Pekín se desarrolló en 1976 una forma con 48 cuadros, en la que se incorporaron elementos de otros estilos. En 1989 surgió la forma con 42 cuadros como una nueva forma para competiciones. Esta última contiene elementos claramente reconocibles de los diferentes estilos. En ese mismo año se presentó una forma para competencias consistente en 40 cuadros. Desde 1999 existe además en el estilo Yang una forma compuesta por 16 y otra por 10 cuadros.
Desde la creciente apertura de China, pueden nuevamente enseñarse de manera pública las formas tradicionales.
En el año 1990 se fundó en China la International Wushu Federation (IWUF, en chino, 国际武术联合会), la que acoge bajo su techo a las distintas agrupaciones de Wushu a nivel mundial y organiza anualmente el Campeonato Mundial de Wushu, en el cual compiten las formas estandarizadas de taichi chuan y de taiji jian con espada. Desde 2006 organiza además un Campeonato Mundial de Wushu Tradicional, en el que pueden presentarse las formas tradicionales del Taichi chuan.

### Difusión fuera de China
En el marco de la toma del poder por los comunistas en China a mediados del siglo XX y de la represión de las artes tradicionales que le siguió, particularmente en la Revolución Cultural, muchos maestros del taichi chuan huyeron de China y comenzaron a difundir su arte marcial fuera del país.
Como consecuencia de lo anterior, en la década de 1960 el taichi chuan también se dio a conocer en Occidente. En ello se destacó Zheng Manqing (en chino, 鄭曼青; Wade-Giles, Cheng Man-ch’ing, 1899–1974), quien había sido, de 1928 a 1935, alumno del maestro Yang Chengfu y desarrolló una forma abreviada del Estilo Yang en 37 cuadros. En 1949 huyó a Taiwán y se estableció en Nueva York en 1964, donde comenzó a enseñar su forma. Probablemente se deba a la simpleza de esta forma abreviada y al carácter abierto de Zheng Manqing el que su forma se difundiera en todo Occidente, si bien tanto él como también su forma son motivo de polémica y su forma no es reconocida por los demás representantes del Estilo Yang.
Desde que el taichi chuan se ha hecho cada vez más popular y se sigue divulgando, se observa una gran diversidad de estilos. Se han desarrollado innumerables desarrollos ulteriores, variantes y mezclas, que se enseñan y practican bajo la denominación de «Taichi Chuan».
Al respecto predominan dos tendencias:
- Vuelta a la raíces: Algunos estilos se refieren a raíces ojalá antiguas, «auténticas». Estos estilos suelen llevar el nombre de uno de los estilos familiares o de estilos aún más antiguos.
- Lo mejor de todos: Otros estilos constituyen desarrollos nuevos, que intentan combinar las «mejores» características de los otros estilos. En este contexto con frecuencia se adoptan elementos de otras artes marciales, del baile o de las técnicas de meditación. Un ejemplo de esta tendencia es el Tang Lang Taijiquan.

La mayor parte de los estilos de taichi chuan practicados en Europa occidental son variantes de las formas oficiales o derivados de alguno de los estilos familiares Chen, Yang o Wu. Desde hace algún tiempo también se divulga el taichi chuan de la tradición de Wudang.